# Schloss aus Glas (Film)
Schloss aus Glas  (Originaltitel The Glass Castle) ist eine US-amerikanische Filmbiografie von Destin Daniel Cretton und basiert auf dem gleichnamigen Roman von Jeannette Walls aus dem Jahr 2005. In dem autobiografischen Bestseller beschrieb Walls ihre schwere Kindheit mit einem hochintelligenten, doch alkoholkranken Vater und einer künstlerisch talentierten, aber herrschsüchtigen Mutter. Der Film kam am 11. August 2017 in die US-amerikanischen und am 21. September 2017 in die deutschen Kinos.

## Handlung
Das Leben ist für Jeannette Walls eine Mischung aus Abenteuer und Alptraum, denn ihr ganzes bisheriges Leben musste sie mit ihren Eltern und ihren drei Geschwistern durch die USA vagabundieren. Dies lag vor allem daran, dass ihr Vater keinen Job behalten kann und sich zudem vom FBI verfolgt fühlt. Oft müssen die Kinder hungern und in zerschlissener Kleidung herumlaufen. Immer wieder begeben sie sich in die Wüstenstädte im Südwesten der USA oder zelten in den Bergen. 
Ihr Vater verspricht dem jungen Mädchen, dass sie eines Tages in einem Schloss aus Glas wohnen werden, doch das Lügengebilde der Eltern steht vor dem Zusammenbruch.

## Biografischer Hintergrund

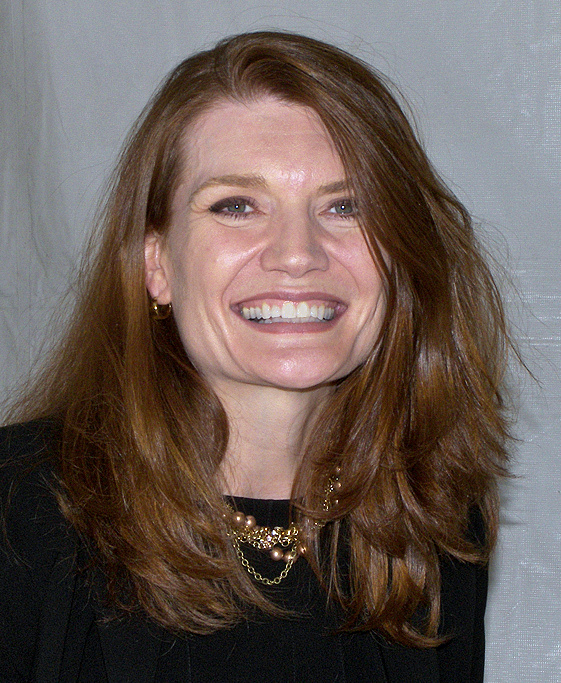
Der Film basiert auf einem autobiografischen Roman von Jeannette Walls

Der Film basiert auf dem autobiografischen Roman Schloss aus Glas (Originaltitel The Glass Castle: A Memoir) von Jeannette Walls aus dem Jahr 2005, in dem sie ihre Kindheitserinnerungen verarbeitete. Das Buch avancierte zum Bestseller und wurde in 31 Sprachen übersetzt. Allein in Deutschland verkaufte sich Schloss aus Glas über 500.000 Mal und stand 26 Wochen auf der Spiegel-Bestsellerliste. Die 2009 veröffentlichte Romanbiographie über ihre Großmutter, Ein ungezähmtes Leben, belegte insgesamt sogar 115 Wochen lang einen Platz auf der Spiegel-Bestsellerliste. Walls beschreibt in Schloss aus Glas ihre schwere Kindheit und wie ihre Eltern mit vier Kindern durch die USA vagabundierten. In den ersten fünf Jahren ihrer Ehe hatten ihre Eltern 27 Adressen, da ihr Vater es an keinem Arbeitsplatz länger aushielt und kein Geld für die Miete hatte. Zudem fühlte sich der alkoholkranke und wahrscheinlich bipolare Rex vom FBI verfolgt. Rose Mary, ihre Mutter, hielt es nicht aus, in ihrem Beruf als Lehrerin zu arbeiten, sie verabscheute die Routine und die von ihr erwartete Disziplinierung der Schüler; stattdessen legte sie ihre Energie in kreative Tätigkeiten, sie malte und schrieb enthusiastisch, ohne dass daraus eine Karriere entstand. 
Die Kinder mussten oft hungern, in zerschlissener Kleidung herumlaufen und wurden daher in den verschiedenen Schulen, die sie besuchten, von ihren Mitschülern gehänselt. Als die Familie in den Heimatort des Vaters Welch in den Appalachen zurückkehrte, lebten sie bei Verwandten in einem Haus mit drei Zimmern ohne Wasser, Strom und Heizung, wo es feucht und schmutzig war und von Ungeziefer, Schlangen und Ratten wimmelte. Da Jeannette dies nicht mehr aushielt, schlug sie sich im Alter von 17 Jahren bis nach New York durch, wo sie in der Bronx bei ihrer älteren Schwester Lori wohnte. Dort machte sie ihren Schulabschluss, lieh sich von allen möglichen Leuten Geld und arbeitete in einer Anwaltskanzlei, um sich das Studium auf dem New Yorker Barnard College zu finanzieren. Mit 27 Jahren wurde Walls Klatsch-Kolumnistin beim New York Magazine. Ein Jahr später heiratete sie einen Unternehmer und lebte dann acht Jahre lang an der Park Avenue. Mit den Tantiemen aus dem Verkauf ihres 2006 veröffentlichten Buches baute Jeannette Walls ihrer Mutter ein Haus gleich neben ihrem eigenen.

## Produktion
Regie führte Destin Daniel Cretton, der auch Walls’ Memoiren für den Film adaptierte.
Brie Larson übernahm im Film die Rolle von Jeannette Walls, als Zehnjährige wird sie von Ella Anderson gespielt. Naomi Watts und Woody Harrelson spielen ihre Eltern Rose Mary und Rex Walls. Sarah Snook spielt Jeannettes Schwester Lori, Shree Crooks die 7-jährige Schwester Maureen und Charlie Shotwell den Bruder Brian in diesem Alter. Eine ähnliche Rolle hatten Crooks und Shotwell bereits im Film Captain Fantastic – Einmal Wildnis und zurück übernommen. Max Greenfield spielt David.
Die Dreharbeiten begannen im Juni 2016 und fanden unter anderem in Montreal, in New Mexico und in Welch in West Virginia statt.
Der Film kam am 11. August 2017 in die US-amerikanischen und am 21. September 2017 in die deutschen Kinos. Im Herbst 2017 fanden zudem drei Vorstellungen beim Zurich Film Festival statt.

## Rezeption

### Altersfreigabe
In Deutschland ist der Film FSK 12. In der Freigabebegründung heißt es: „Der Film ist von zahlreichen Konflikten und erschreckenden Ereignissen innerhalb der Familie geprägt (z. B. der Alkoholentzug des Vaters). Dabei kommt es immer wieder auch zu Handgreiflichkeiten (z. B. wenn die Großmutter ein Kind ins Gesicht schlägt). Kinder und Jugendliche ab 12 Jahren sind jedoch in der Lage, diese Szenen in den Kontext der Geschichte einzuordnen und zu verarbeiten. Glückliche Momente in der Familie sowie der Zusammenhalt der selbstbewussten Kinder wirken zudem entlastend, so dass bei Zuschauern ab 12 Jahren keine emotionale Überforderung zu befürchten ist.“

### Kritiken
Anke Sterneborg von epd Film meint, ein bisschen erinnerten die Walls an die wilde Aussteigerfamilie von Viggo Mortensen im Film Captain Fantastic – Einmal Wildnis und zurück, nur dass das paradiesische Abenteuer von Freiheit und Ungebundenheit hier eine dunkle Seite habe, weil Rex eine innere Leere mit Alkohol füllt. So wie Mortensen reichere auch Woody Harrelson diese Rolle mit seinem ganz eigenen authentischen indie spirit an: „ein bisschen überdreht, ein bisschen schräg und sehr wahrhaftig, immer zugleich mitreißend und niederschmetternd.“
Von der Deutschen Film- und Medienbewertung wurde Schloss aus Glas mit dem Prädikat besonders wertvoll versehen. In der Begründung heißt es, Cretton gelinge es „zugleich klar und komplex zu erzählen, und dabei den Vater und die Mutter nicht zu Rabeneltern, also Tätern zu machen. Sie haben eine große, anarchistische und dabei sehr amerikanische Vision vom freien Leben, zu der es nicht gehört, die eigenen Kinder verantwortungsvoll groß zu ziehen.“

### Einspielergebnis
Die Einnahmen des Films aus Kinovorführungen belaufen sich bislang auf weltweit 17,8 Millionen US-Dollar. Am 21. September stieg der Film auf Platz 2 in die deutschen Arthouse-Kino-Charts ein. In Deutschland verzeichnet der Film bislang 104.211 Besucher.

### Ehrungen
Im Dezember 2017 setzte die Academy of Motion Picture Arts and Sciences Joel P. Wests Arbeit auf die Shortlist für die Nominierungen in der Kategorie Beste Filmmusik im Rahmen der Oscarverleihung 2018. Gleichzeitig gelangte der im Film verwendete Song Summer Storm in die Vorauswahl von 70 Liedern, aus der die Nominierungen in der Kategorie Bester Filmsong bestimmt wurden.